# Anomis sophistes
Anomis sophistes är en fjärilsart som beskrevs av Dyar 1913. Anomis sophistes ingår i släktet Anomis och familjen nattflyn. Inga underarter finns listade i Catalogue of Life.